# La impostora
La impostora es una telenovela mexico estadounidense producida por Argos Comunicación para Telemundo en 2014, adaptada de la telenovela chilena Cerro Alegre por sus mismos guionistas, Sebastián Arrau y Coca Gómez.
Está protagonizada por Lisette Morelos y Sebastián Zurita; y con las participaciones antagónicas de Christian Bach, Begoña Narváez y Uriel del Toro. Cuenta con las actuaciones estelares de Manuel Landeta, Jonathan Islas, Mauricio Hénao y Mimi Morales; además de la actuación especial de Alpha Acosta.

## Trama
Blanca Guerrero es una joven que trabaja duramente para ayudar económicamente a su padre y sus dos hermanos; asimismo, Blanca tiene una gran habilidad para imitar a otras personas; gracias a este don, la joven se cuela en el baile de máscaras de fin de año de la poderosa familia Altamira y allí conoce a Eduardo Altamira, hijo de Raquel Altamira, la matriarca de la familia.
A la fiesta llega Adriano Ferrer, un viejo conocido de la familia Altamira y Blanca le oye acusar a la familia de haber asesinado vilmente a su amada Valentina, que estaba embarazada y de arrebatarle su hijo. Blanca decide ayudarlo a salir de la fiesta haciéndose pasar por agente de policía.
Adriano, más tarde, se da cuenta de que Blanca era la enmascarada que lo ayudó en la fiesta y decide contratarla para que engañe a Raquel y a toda su familia; así, Blanca se convierte en Victoria San Marino, una inversora millonaria inteligente y poderosa. Su misión es infiltrarse en la familia Altamira y descubrir dónde está el hijo de Adriano y Valentina. Pero sin darse cuenta se enamora de Eduardo, aun teniendo en cuenta que ella lo engaña.

## Producción
La impostora es grabada en la Ciudad de México, la historia es una adaptación de la telenovela chilena Cerro Alegre. El escritor Arrau confirmó que la trama de la telenovela cambió. En lugar de un hombre sería una mujer, además, han pasado 14 años desde que se estrenó la versión original y la trama ha cambiado considerablemente.
La telenovela iba a sustituir a Dama y obrero, pero el lanzamiento de «La Impostora» se tenía previsto para lanzarse principios de enero de 2014, Telemundo decidió transmitir «Marido en Alquiler» para reemplazar «Dama y Obrero».
Para el actor Sebastián Zurita esta sería su primera producción con Telemundo y de gran éxito en los Estados Unidos, después de haber trabajado para la cadena de televisión Televisa. Esta es la primera vez que el actor Sebastián Zurita compartirá créditos con su madre Christian Bach, esta telenovela marca el debut de Sebastián en la cadena de televisión de habla hispana Telemundo.
Durante los upfront de 2013, Telemundo anunció La impostora como parte de la temporada 2014. El tráiler promocional fue grabado por Litzy y Fabían Ríos.
El tema musical para la telenovela, es interpretado por Alejandra Guzmán titulado «Para mí» de su álbum «Primera Fila».

## Elenco
| Actore (s)             | Personajes                                                  |
| ---------------------- | ----------------------------------------------------------- |
| Lisette Morelos        | Blanca Guerrero Ordaz / Victoria San Marino, "la Impostora" |
| Sebastián Zurita       | Eduardo León Altamira / Eduardo Ferrer Altamira             |
| Christian Bach         | Raquel Altamira Vda. de León                                |
| Manuel Landeta         | Adriano Ferrer                                              |
| Begoña Narváez         | Mariana Serrano                                             |
| Jonathan Islas         | Cristóbal León Altamira                                     |
| Mauricio Henao         | Jorge Andrés León Altamira                                  |
| Mimi Morales           | Karina Acevedo                                              |
| Alpha Acosta           | Valentina Altamira / Leticia                                |
| Armando Silvestre      | Don Leonidas Altamira                                       |
| Eligio Meléndez        | Padre Camilo Fernández                                      |
| Simone Victoria        | Socorro Sánchez                                             |
| Paco Mauri             | Guillermo "Memo" Guerrero                                   |
| René García            | Domingo Zamora                                              |
| Eugenio Becker         | Comandante Salvador Estrada                                 |
| Alberto Pavón          | Iván Montenegro del Real                                    |
| Sandra Benhumea        | Fernanda García                                             |
| Néstor Rodulfo         | Rubén Espinoza "El Tuerto"                                  |
| Uriel del Toro         | Rafael Moreno González                                      |
| Lupita Sandoval        | Tita González                                               |
| Socorro de la Campa    | Melania Robles Vda. de Rodríguez                            |
| Julieta Grajales       | Catalina Echeverría Estrada de Altamira                     |
| Mariano Palacios       | Diego Echeverría Estrada                                    |
| Elsa Amezaga           | Simona Guerrero Ordaz                                       |
| Edgar Iván Delgado     | Ramón Valenzuela                                            |
| Macarena Oz            | Sofía León Serrano                                          |
| Ricardo Sevilla        | Hugo "Huguito" Guerrero Ordaz                               |
| Arnoldo Picazzo        | Don Clemente Echeverría                                     |
| Marco Antonio Aguirre  | Oficial López                                               |
| Enrique Anaya          | Director de la cárcel                                       |
| Odette Berumen         | Enfermera Gladys                                            |
| Álex Brizuela          | Pietro Álvarez                                              |
| Héctor Calderón        | Doctor                                                      |
| Jorge Cassal           | Bombero                                                     |
| Ángel Cerlo            | Dr. Ernesto Salvatierra                                     |
| Joaquìn Cuesta         | Dr. Emilio Valladares                                       |
| Héctor Hugo de la Peña | Trabajador                                                  |
| Alejandro de la Rosa   | Leo                                                         |
| Alan Del Castillo      | Chascón                                                     |
| Arturo Echeverría      | Juez                                                        |
| Perla Encinas          | Luciana Carrasco                                            |
| Mauricio Galán         | Abogado                                                     |
| Emilio Galván          | Matón                                                       |
| Sam García             | Richie Salgado                                              |
| Alfonso Giraud         | Doctor                                                      |
| Raúl Greco             | Policía                                                     |
| Claudio Guevara        | Abogado Armando                                             |
| César Izaguirre        | Padre                                                       |
| Mónica Jiménez         | Oriana Martínez                                             |
| Javier Lazcano         | Pepe                                                        |
| Fátima López           | Licenciada Santana                                          |
| Guadalupe Martínez     | Ana Castro                                                  |
| Rami Martínez          | Giorgio                                                     |
| Saturnino Martínez     | Juez                                                        |
| Saúl Mercado           | Fernando López                                              |
| Salvador Petrola       | Jardinero                                                   |
| Juan José Pucheta      | Arnaldo Madrid                                              |
| Azgard Ramírez         | Agente                                                      |
| Elsy Reyes             | Leticia Rodríguez Robles                                    |
| Rafael Romero          | Doctor                                                      |
| Mossy Santini          | Valery Smith                                                |
| Terrence Stickman      | Padre Benito                                                |
| Rocío Vázquez          | Francisca Márquez                                           |
| Roberto Wohlmuth       | Manuel                                                      |
| Mario Zarco            | Guardaespaldas                                              |
| César Cantelláno       | Adriano Ferrer (joven)                                      |
| Hana Marín             | Raquel Altamira (joven)                                     |
| Andrea Tello           | Valentina Altamira (joven)                                  |

## Premios y nominaciones
| 2014 | Premios Tu Mundo |                          |                |          |
| 2014 | Premios Tu Mundo | La mala más buena        | Christian Bach | Nominada |
| 2014 | Premios Tu Mundo | Primer actor             | Manuel Landeta | Ganador  |
| 2014 | Premios Tu Mundo | Artista juvenil favorita | Macarena Oz    | Nominada |

## Versiones
- Cerro Alegre (1999), una producción de Canal 13, fue protagonizada por Jorge Zabaleta y Francisca Merino, con la participación antagónica de María Izquierdo. Cerro Alegre No es una versión es la idea original de esta teleserie